# Roger Elliott
Sir Roger James Elliott (* 8. Dezember 1928 in Chesterfield; † 16. April 2018) war ein britischer theoretischer Festkörperphysiker. 
Er lehrte seit 1957 an der Oxford University in Theoretischer Physik, erst als Lecturer und seit 1974 als Professor. Seit 1996 war er emeritiert. Von 1988 bis 1993 war er CEO des Wissenschaftsverlags Oxford University Press.
Seine Forschungsschwerpunkte lagen in der Theorie der Festkörperphysik. Besonders bemerkenswert sind seine Beiträge zur Theorie des Magnetismus. Er hat vier Bücher und etwa 200 Fachartikel publiziert.
Er hat zahlreiche Auszeichnungen erhalten, darunter vom Institute of Physics 1968 die Maxwell-Medaille und 1990 die Guthrie-Medaille sowie Ehrendoktorwürden in Paris, Bath und Essex. Elliott war seit 1976 Mitglied der Royal Society. 1981 wurde er Fellow der American Physical Society. 1987 wurde er als Knight Bachelor geadelt und führt seither den Namenszusatz „Sir“.

## Schriften
- Magnetic Properties of Rare Earth Metals. Plenum Press, 1972.
- mit A. F. Gibson: An Introduction to Solid State Physics and its Applications. Macmillan 1974, ISBN 0-333-11023-4.